# Kate Rusby
Kate Rusby, (4 december 1973, Barnsley, South Yorkshire), is een Engelse folkzangeres.

## Biografie
Ze werd geboren in een familie van muzikanten, waar ze gitaar, viool en piano leerde spelen. Tevens leerde ze zingen. Al op jonge leeftijd speelde ze op lokale folkfestivals, maar haar doorbraak kwam in 1995 toen ze samen met Kathryn Roberts een plaat opnam onder de naam Equation. Daarna sloot ze zich aan bij The Poozies als vervangster van zangeres Sally Barker (in 2014 finaliste bij The Voice). Met deze vrouwelijke folkband bracht ze een EP en een album uit voor ze zich op haar solocarrière ging richten. In 2007 werd Rusby door de omroep BBC uitgeroepen tot First Lady of Young Folkies.

## Discografie

### Albums
- Kate Rusby & Kathryn Roberts (1995)
- Hourglass (1997, remastered 2022 als 25th Anniversary Edition)
- Sleepless (1999)
- Little Lights (2001)
- 10 (2002)
- Heartlands (2003) met John McCusker, soundtrack
- Underneath the Stars (2003)
- The Girl Who Couldn't Fly (2005)
- Awkward Annie (2007)
- Make the Light (2010)
- 20 (2012)
- Ghost (2014)
- Life in a Paper Boat (2016)
- Philosophers, Poets and Kings (2019)
- Hand Me Down (2020)
- 30: Happy Returns (2022)
- When They All Looked Up (2025)

Kerst/winteralbums
- Sweet Bells (2008)
- While Mortals Sleep (2011)
- The Frost Is All Over (2015)
- Angels and Men (2017)
- Holly Head (2019)
- While Mortals Sleep (2022)
- Light years (2023)

### Singles
- Cowsong (1999)
- Withered and Died (2001)
- Underneath the Stars (2003)
- All Over Again (2006) (duet met Ronan Keating, bereikte plaats 6 in de UK Singles Chart)
- Big Brave Bill (2016)
- Secret Keeper (2018)
- Jenny (Ordinary Remix) (2019)
- B.B.B.B. (2019)
- Manic Monday (2020)
- Friday I'm in Love (2020)
- Shake it Off (2020)
- Underneath the Stars (2021) (met Quintessence)
- We Will Sing @30 (2022) (met Ladysmith Black Mambazo)
- Let Me Be @30 (2022) (met KT Tunstall)
- Glorious (2023)
- Let your light shine (2025)
- Today Again (2025)
- Light Beyond The Lines (2025)

### DVDs
- Live from Leeds (2004)

### Andere
- Intuition (1993) - een verzameling folksongs door verscheidene South Yorkshire-artiesten, inclusief Kate Rusby en Kathryn Roberts
- Equation - In Session (met Equation (1995))
- Over the Hills & Far Away: The Music of Sharpe (various artists) (1996)
- Infinite Blue (met The Poozies, 1999)
- My Secret is My Silence (met Roddy Woomble, 2006)
- Jam and Jerusalem (met Dawn French en Jennifer Saunders, 2006)
- The Bee That Stung op Songs from Twisting River van West of Eden (2014)